# Britelo (Ponte da Barca)
Britelo ist eine Gemeinde (Freguesia) im nordportugiesischen Kreis Ponte da Barca. In ihr leben 379 Einwohner (Stand 19. April 2021).